# Истису (курорт)
Курорт Истису или санаторий Истису (азерб. İstisu kurortu, İstisu sanatoriyası) — лечебно-оздоровительный центр в посёлке Истису Кельбаджарского района Азербайджана на высоте 2225 метров над уровнем моря. действовавший в советский период. Курорт всесоюзного значения (с 1970 года).

## Этимология
Название Истису имеет тюркское происхождение и с азербайджанского языка переводится как «горячая вода».

## Описание
Источники образовались после сильного землетрясения 1138 года, в результате которого в земной коре появились разломы. О целебных свойствах вод этих источников местное население знало с XII века.
Температура воды в Истису составляет 58,8 °С. В одном из источников есть фонтан со струёй высоты до 8 метров. Каждый год из источников вытекает 3 млрд 963 млн литров воды. Большинство этой воды утекает в реки.

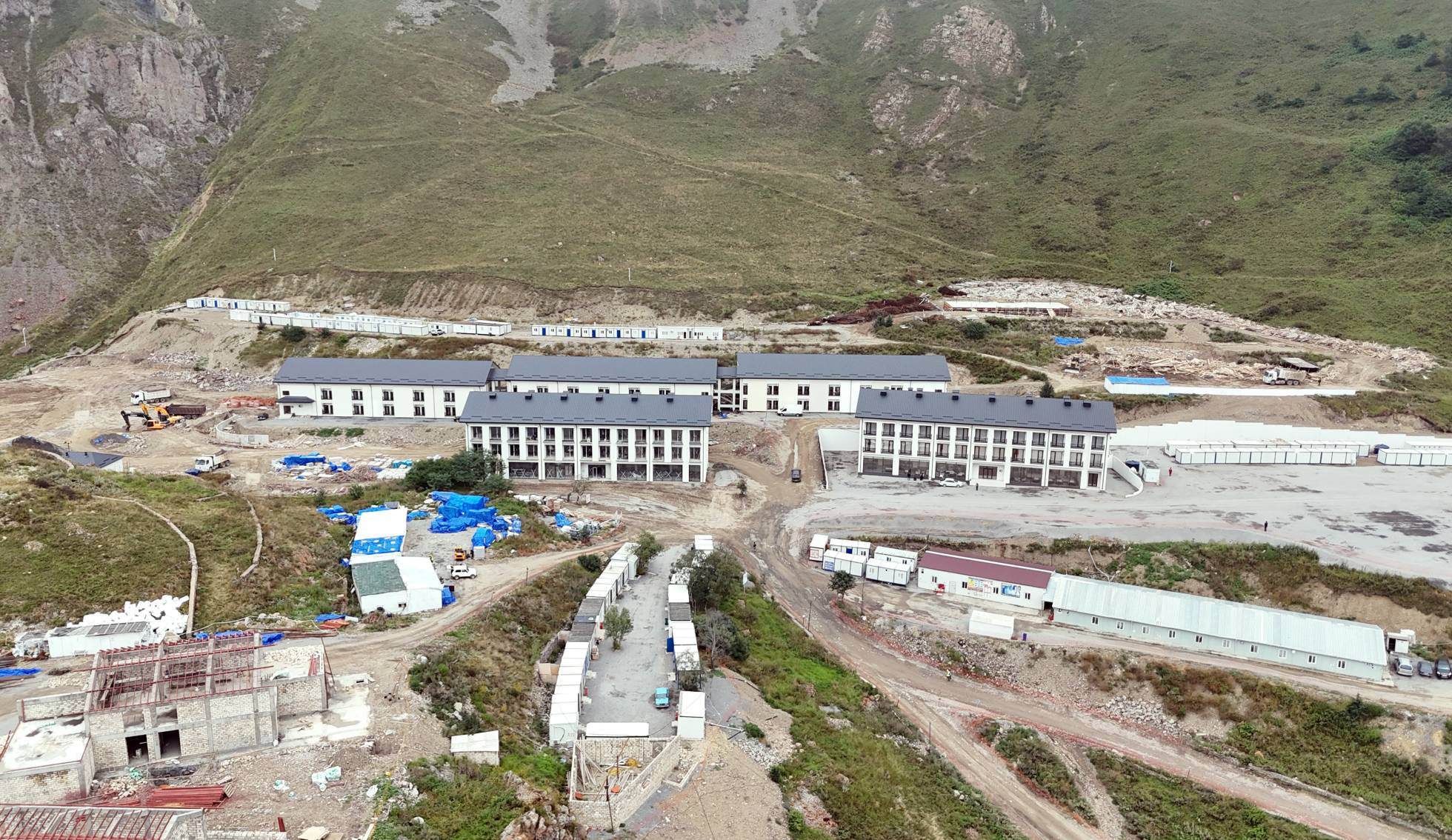
Курорт Истису Сентябрь 2024

На базе созданного лечебно-оздоровительного центра были открыты 12 источников гипертермальной, углекислогазированной, гидрокарбонатно-сульфатно-хлоридо-натриевой воды.
По своему составу минеральная вода Истису близка к водам чешского курорта Карловы Вары.
Эксплуатационный запас минеральной воды из источника Юхары Истису составляет 82 тыс. литров в день, Ашагы Истису — 260 тыс. литров в день, Готурлу — 70 тыс. литров в день, Тутхун — 600 тыс. литров в день.

## История
По данным конца XIX века, минеральные воды в расположенной на западном краю Джеванширского уезда Елизаветпольской губернии долине Зил были известны как «Исти-су». Источник бил из трёх мест. Два ключа, выходя из одной линии и сливаясь вместе, впадали в две искусственно вырытые ямы. В одной купались мужчины, в другой — женщины. Третий ключ находился ниже и впадал в реку Тертер. Каждый год с 20 июня по 20 августа с разных концов Джеванширского и других уездов Российской империи сюда стекалось множество людей, страдающих ревматизмом. У тёплого ключа они оставались несколько суток, купаясь в вышеупомянутых ямах. У «Исти-су» не было никакого помещения, в котором больные могли бы оставаться, в связи с чем жившие в окрестных сёлах курды выстраивали свои кибитки, которые нанимались больными за 1,5—2 рубля за двое суток.
В советские период Азербайджана в районе источников произошли значительные изменения. В 1925 году при Комиссариате здравоохранения Азербайджанской ССР было создано курортное отделение. Азербайджанский Центральный исполнительный комитет (АзЦИК) и Совет Народных Комиссаров Азербайджанской ССР приняли решение об организации в республике лечебных центров. В 1927 году начал действовать курорт Истису.
В 1951 году в Юхары Истису были построены ванны и курортная больница, а также гостиница. В Истису находились санаторий, ванное здание, курортная поликлиника.
В 1970 году решением правительства СССР курорт был включён в список курортов всесоюзного значения. Ежегодно тут лечились и отдыхали 50 тысяч человек. В 1980 году при санатории был построен завод розлива минеральной воды. Здесь ежедневно производилось 800 тысяч литров минеральной воды, что составляло до 20 млн бутылок в год.

### Карабахский конфликт
В марте—апреле 1993 года в ходе Первой карабахской войны Кельбаджарский район был занят армянскими вооружёнными формированиями, которые впоследствии разрушили санаторий. 
В годы армянского контроля минеральная вода, вытекавшая из недр Истису, продавалась в зарубежные страны под названием «Джермук».
Согласно трёхстороннему заявлению глав Азербайджана, Российской Федерации и Армении, положившему конец Второй карабахской войне, 25 ноября 2020 года Кельбаджарский район, в том числе и территория Истису, были возвращены Азербайджану. В этот же день в своём обращении к азербайджанскому народу президент Азербайджана Ильхам Алиев пообещал восстановить курортную зону «Истису».

### Восстановление

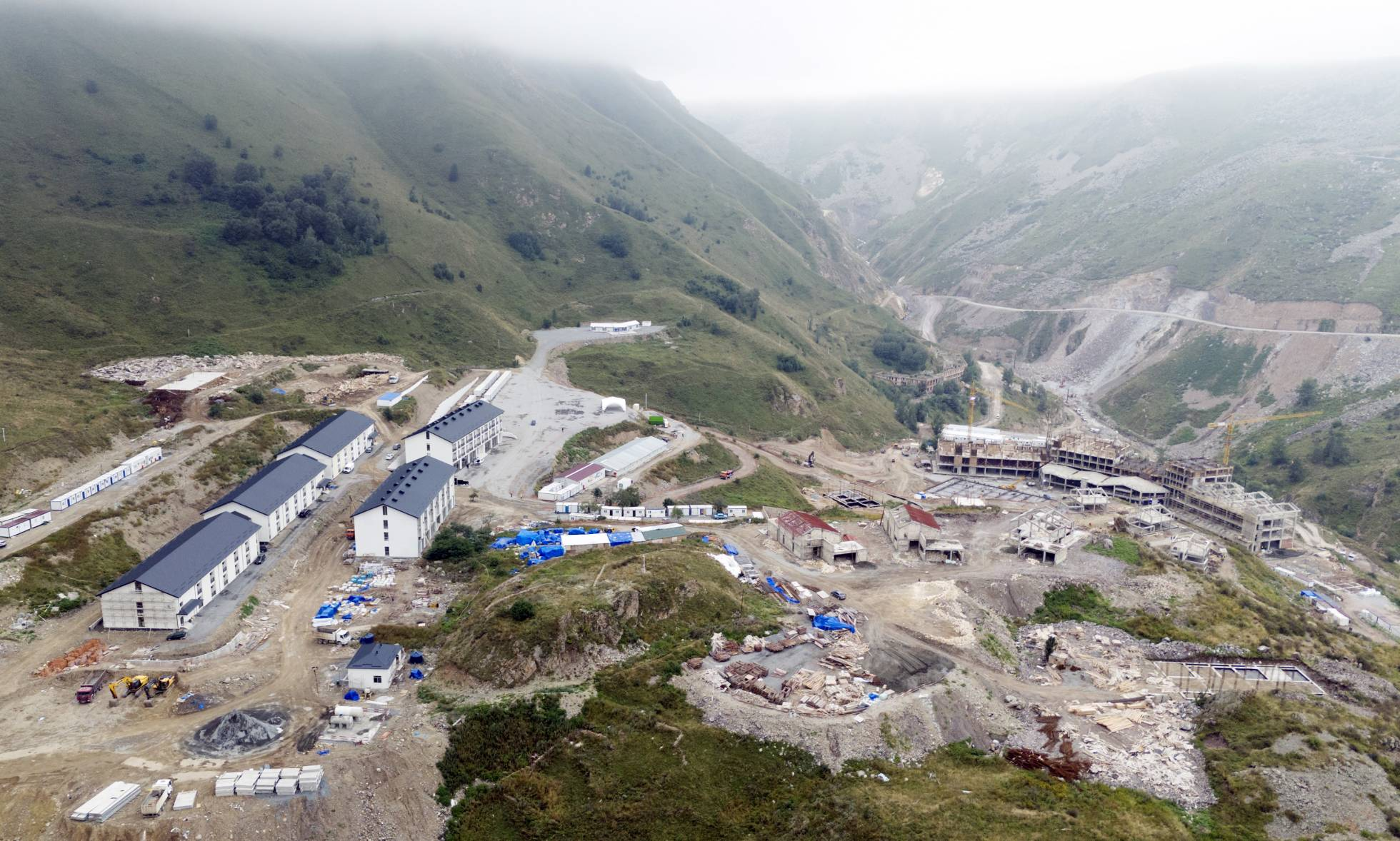
Курорт Истису Сентябрь 2024

С 2022 года курорт начал отстраиваться заново. Общая площадь курорта составит 80 000 м2. Строится отель на 145 мест, 10 коттеджей. Внутри отеля предусмотрен СПА-центр площадью 10 000 м2, в котором планируется создать 16 открытых и закрытых бассейнов различного назначения, термальных бань, лечебных ванн с термальной водой, бассейнов контрастной терапии с горячей и холодной водой, термальных гидробассейнов, кабинет водной терапии под давлением, паровые комнаты, соляную комнату, кабинеты процедур с использованием лечебных грязей. На курорте планируется лечение минеральными водами, пелоидотерапия (грязелечение) и климатотерапия.
В осенью 2024 года был построен и запущен завод по производству минеральной воды «Истису» из местных источников.

## Фотогалерея

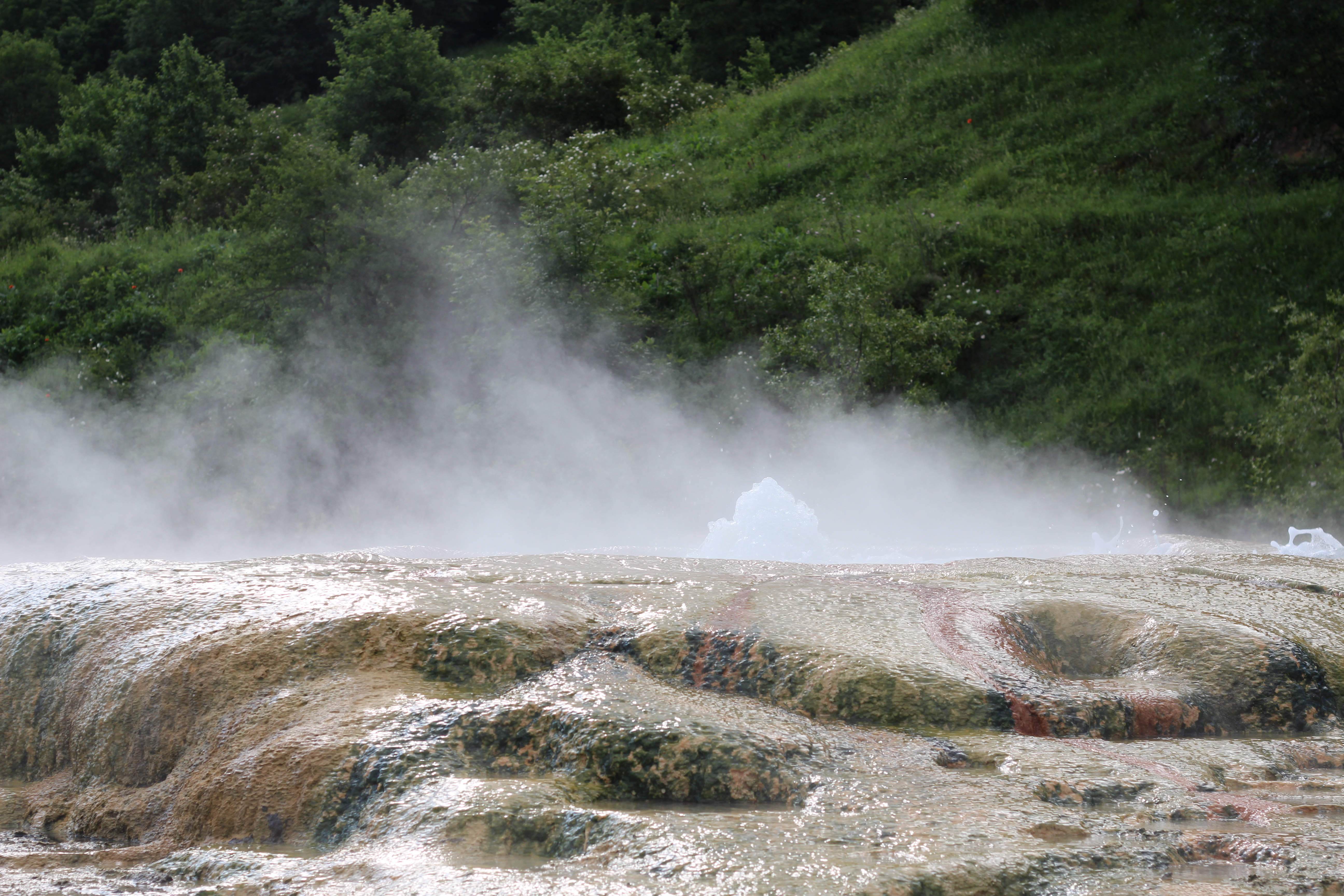
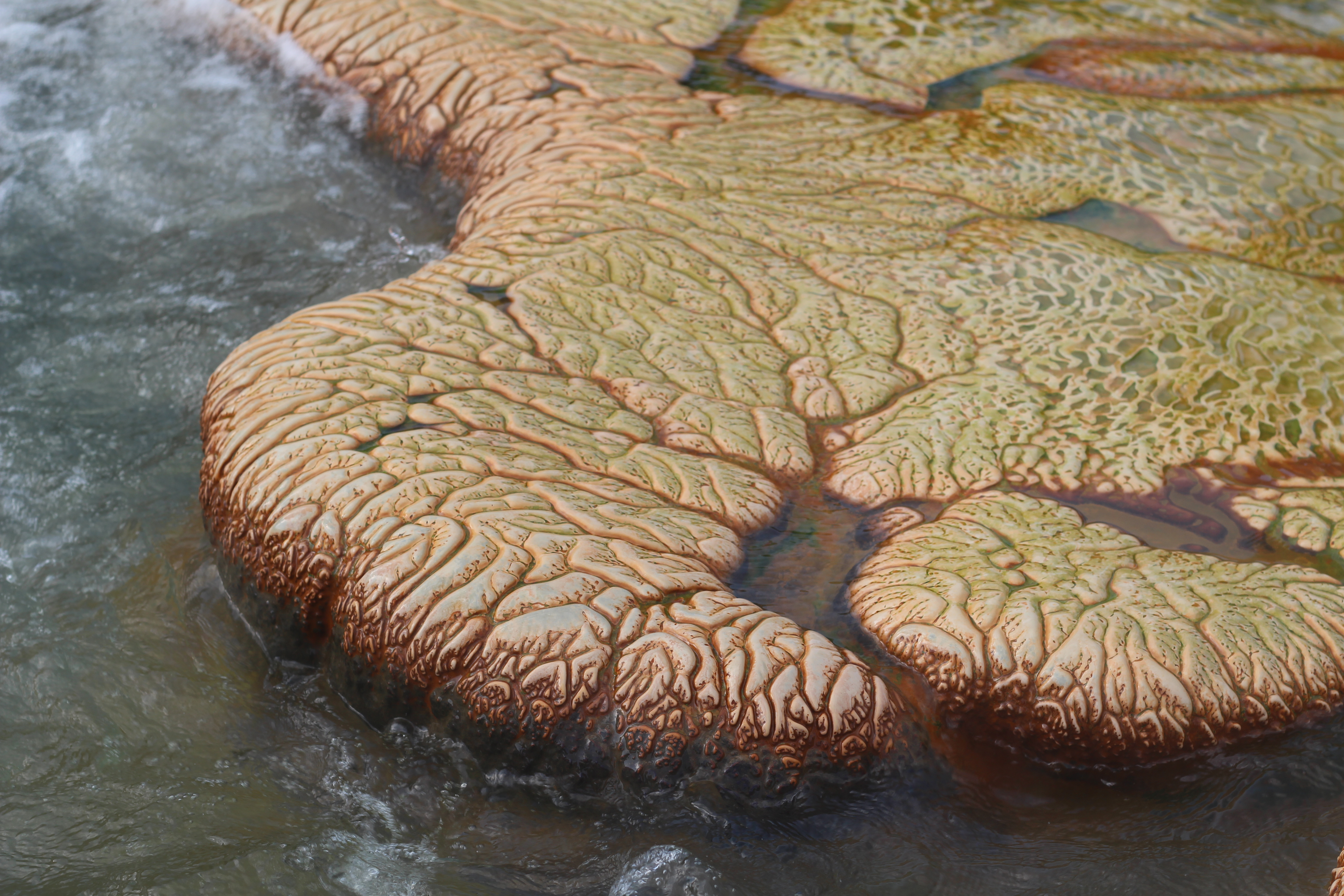
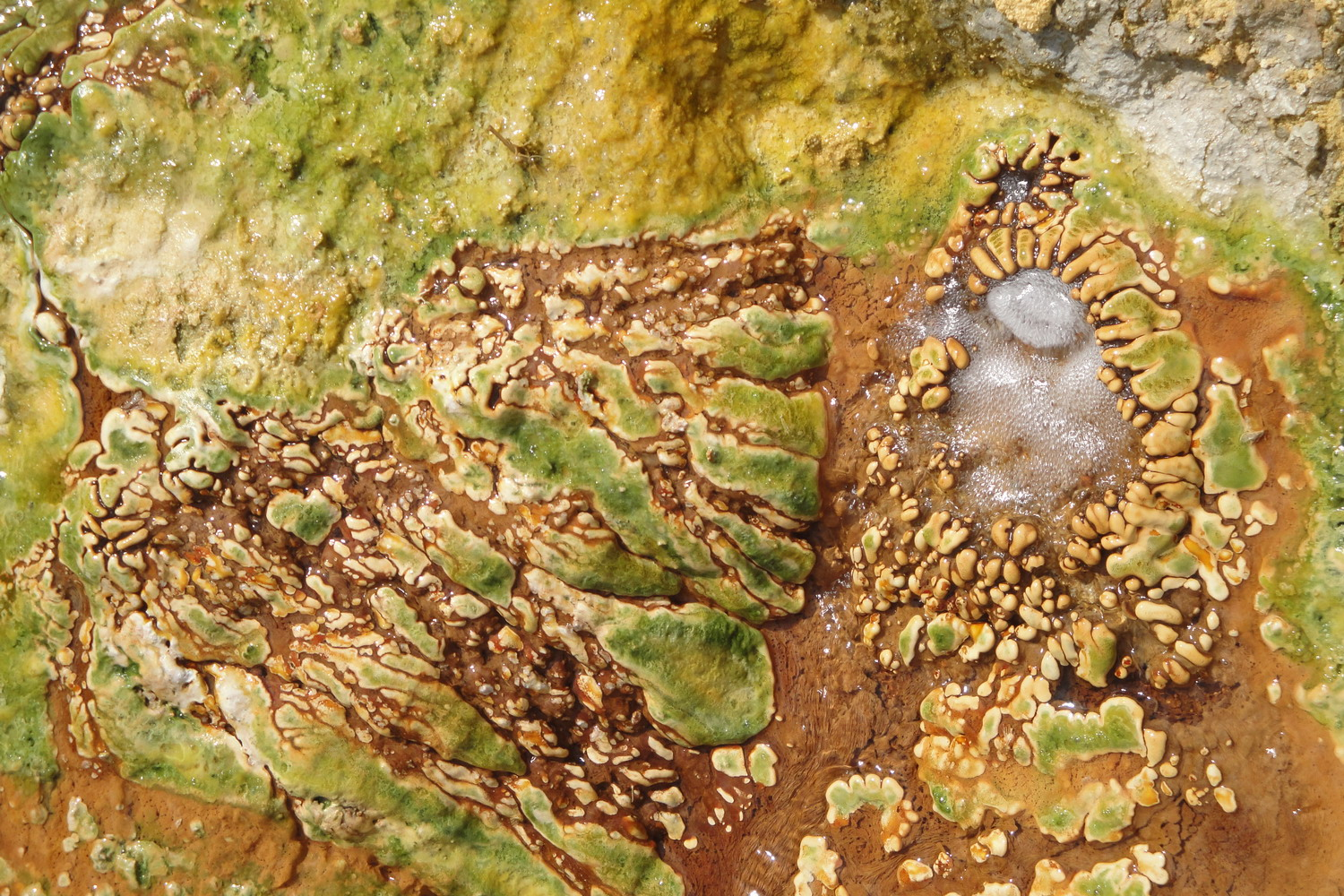
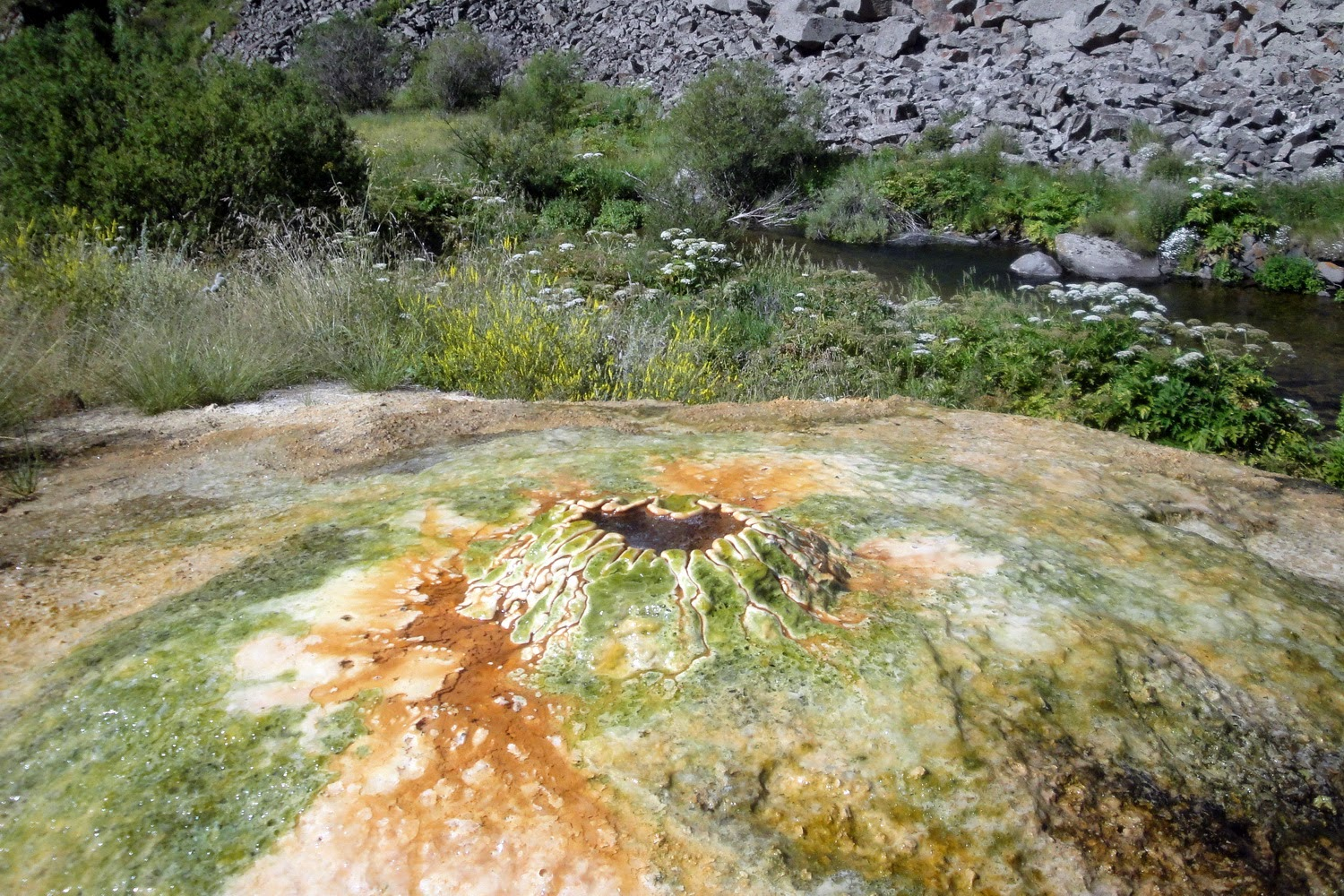
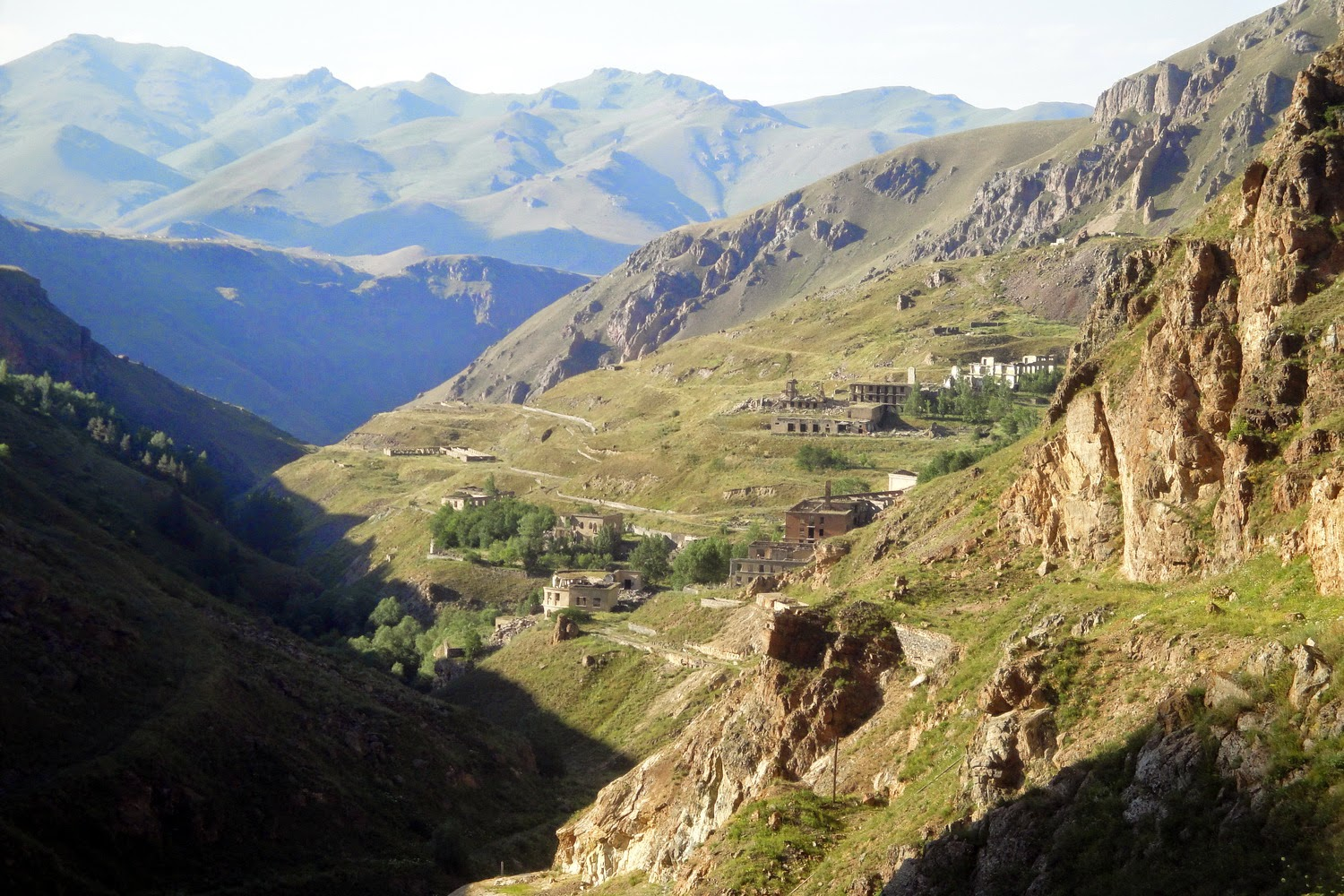
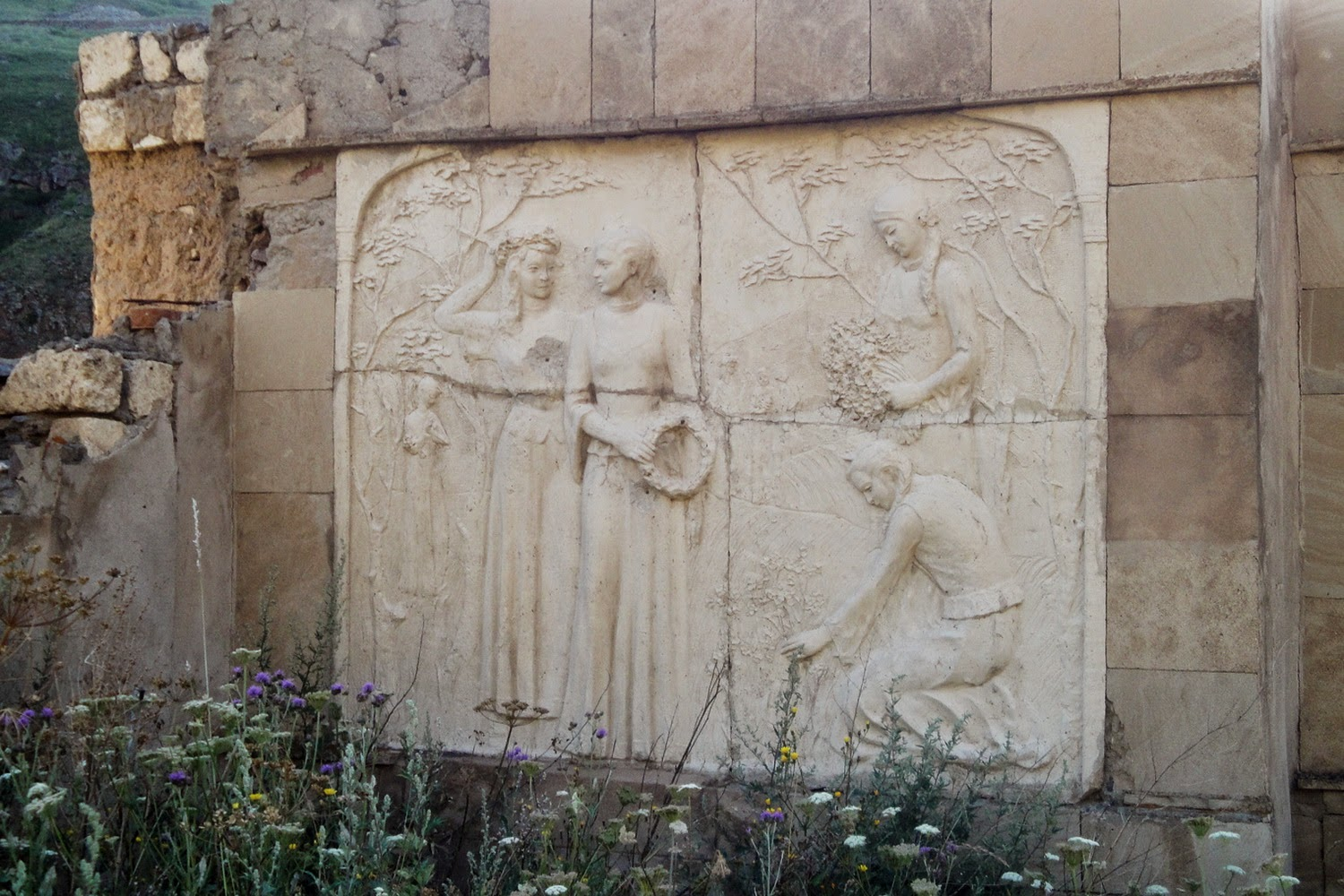